# Palmulinae
Palmulinae es una subfamilia de foraminíferos bentónicos de la familia Vaginulinidae, de la superfamilia Nodosarioidea, del suborden Lagenina y del orden Lagenida. Su rango cronoestratigráfico abarca desde el Cenomaniense (Cretácico superior) hasta la Pleistoceno.

## Clasificación
Palmulinae incluye a los siguientes géneros:
- Flabellina †
- Frondovaginulina †
- Kyphopyxa †
- Neoflabellina †
- Palmula †
- Reticulopalmula †